# 碧南中央站
碧南中央站（日语：／ Hekinan Chūō eki */?）是位於愛知縣碧南市榮町三丁目，名古屋鐵道（名鐵）的三河線車站。車站編號為MU10。猶如其名，車站位於碧南市中心位置。

## 歷史
車站附近曾經設有一座沙灘，由於兵庫縣神戶市的須磨海灘相似，因此名為新須磨海灘。而三河鐵道（名鐵三河線前身）也開設新須磨臨時停車站。經過季節性營業後，正式成為新須磨站全年營業。隨後，隨著在1948年實施市制，新須磨站靠近碧南市政廳，為最近碧南市中心的車站，由於車站附近碧南市中心街道，車站成為了碧南市中央的玄關口，在1981年車站大樓遷移至北邊約150米（近新川町站一方）至現地，並且改名為碧南中央站。當時因應三河線的貨物運輸規模大幅縮小，被遷移的新車站只有旅客運送服務，設有1面1線月台。曾經只在日間時段設有車站職員當值（特殊勤務車站），現時為全日常值。
- 1915年（大正4年）7月10日 - 三河鐵道新須磨臨時停車站啟用，只於夏天海灘季節營運（在年內廢止）[3]。
- 1916年（大正5年）6月9日 - 新須磨臨時停車站再次營業（年內廢止）[3]。
- 1918年（大正7年）
  - 2月15日 - 新須磨臨時停車場再次營運。當時不是夏天海灘季節，而是為了「觀賞飛機」而臨時營運[3]。
  - 3月2日 - 廢止[3]。
- 1926年（大正15年）2月5日 - 路線電氣化，同時成為一般車站，名為新須磨站[2]。
- 1941年（昭和16年）6月1日 - 三河鐵道合併至名古屋鐵道，成為名古屋鐵道三河線車站。
- 1981年（昭和56年）12月14日 - 車站改名為碧南中央站，並遷移至現時地點，並成為特殊勤務車站[4]。併設車站大樓[5]。
- 2005年（平成17年）9月14日 - 整日有人車站[4]。車站可以使用交通儲值卡「Trans Pass（日语：トランパス (交通プリペイドカード)）」
- 2011年（平成23年）2月11日 - 車站可以使用「manaca」IC卡。
- 2012年（平成24年）2月29日 - 交通儲值卡「Trans Pass（日语：トランパス (交通プリペイドカード)）」的服務終止，此站也不可使用其儲值卡。

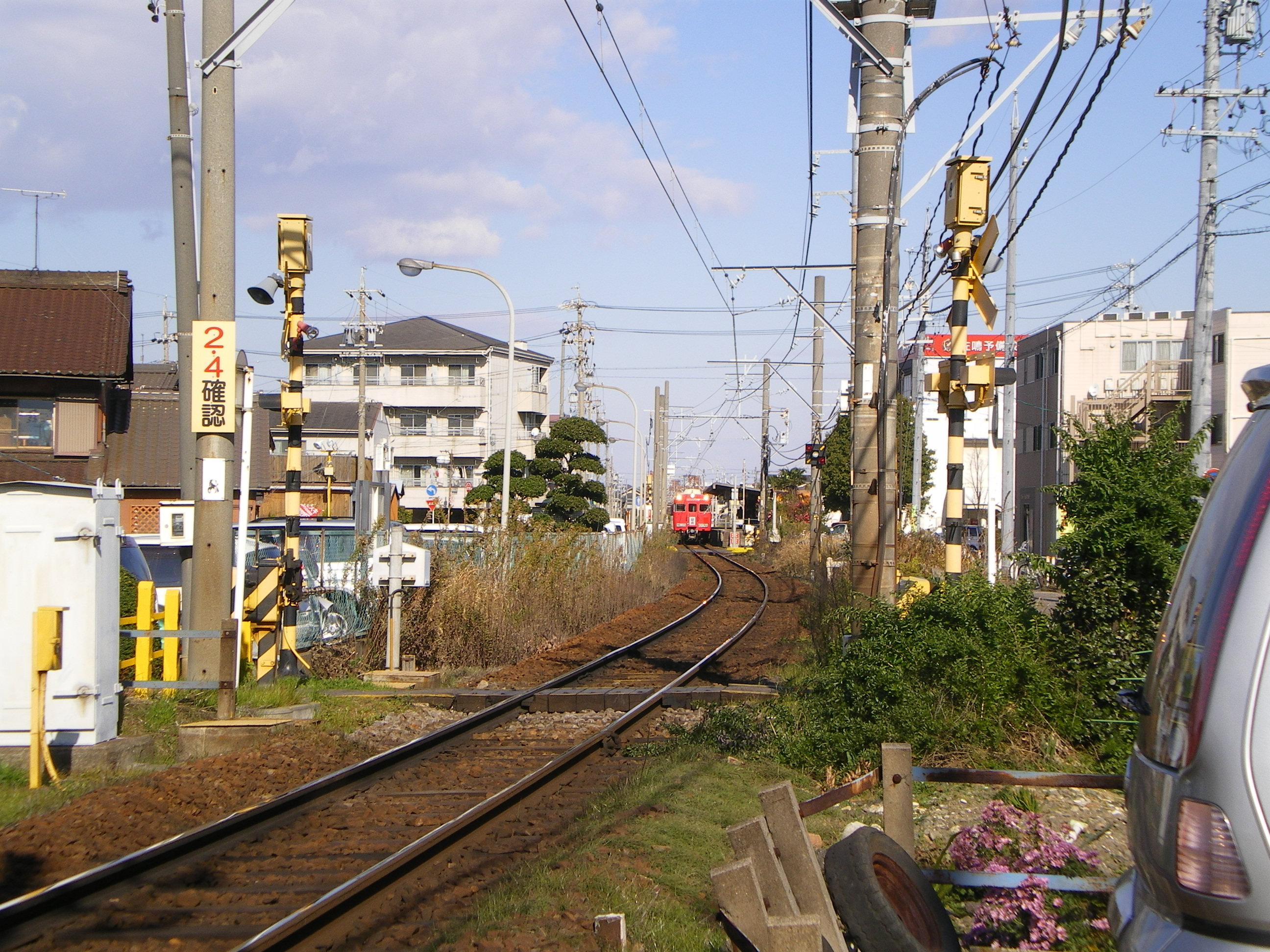
在車站前的平交道左邊遠方曾經為新須磨站月台所在地
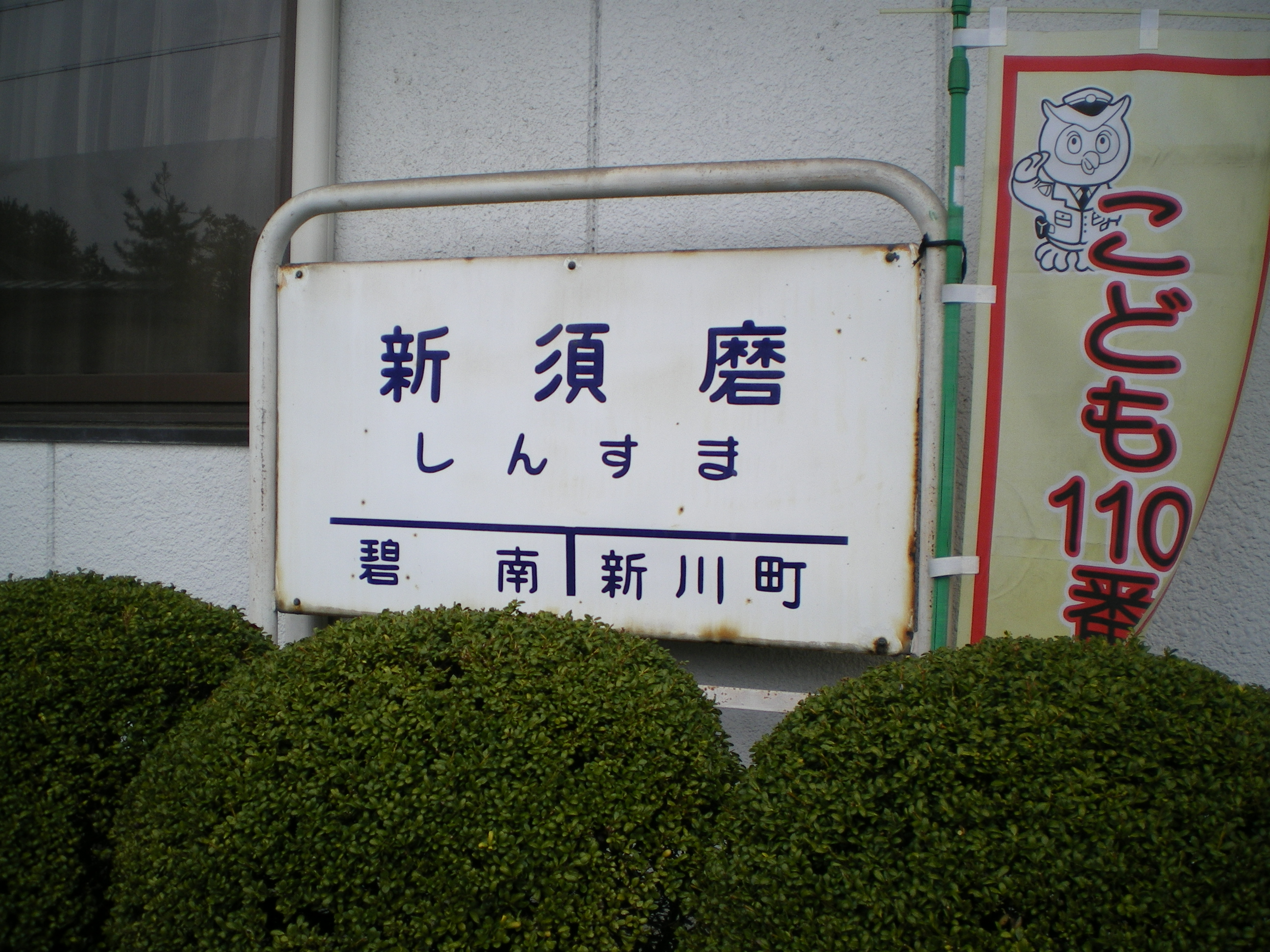
附近還剩下新須磨站站名牌 圖後的建築物是商務酒店（新須磨酒店）
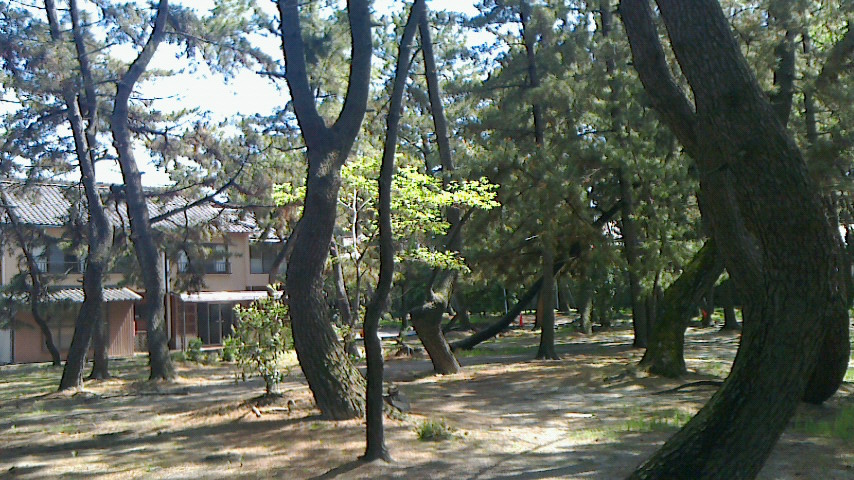
在碧南中央站西邊500米附近過留下新須磨海灘的松林（2016年柏拍攝）
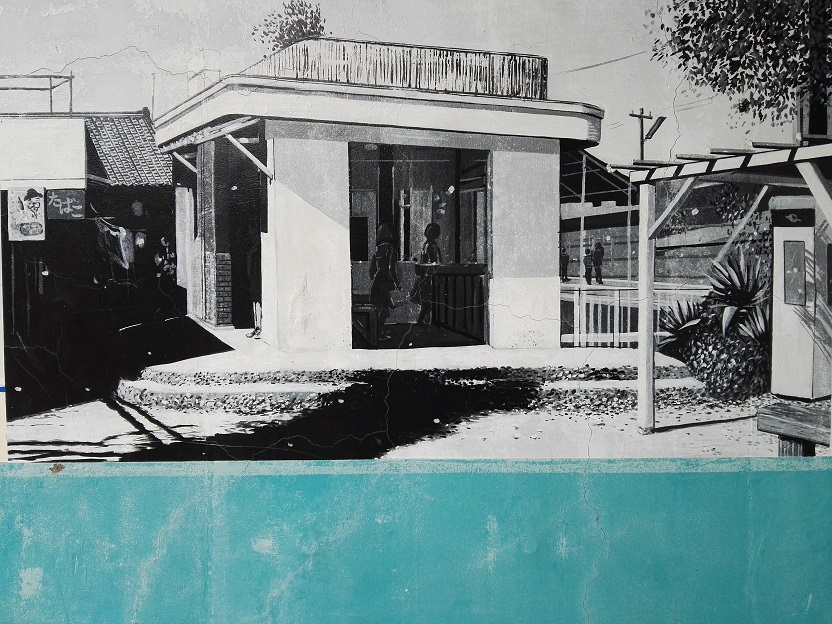
碧交匯處的橋腳繪畫了新須磨站的壁畫

## 車站構造
車站是一座地面車站，設有1面1線單式月台。為全日有人車站，設有自動售票機和自動閘機。車站旁邊設有2層高的車站大廈，當中設有名鐵觀光巴士的旅行中心和美容院。
| 路線           | 上下行 | 方向     |
| -------------- | ------ | -------- |
| 三河線（海線） | 下行   | 知立方向 |
| 三河線（海線） | 上行   | 碧南方向 |

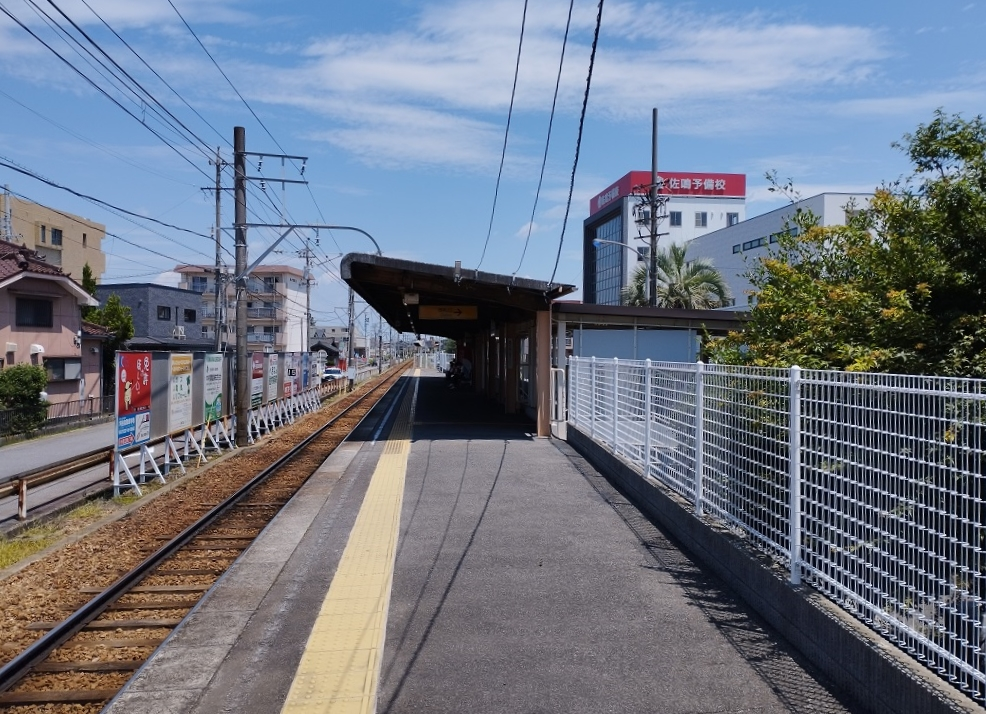
月台(2022年6月)
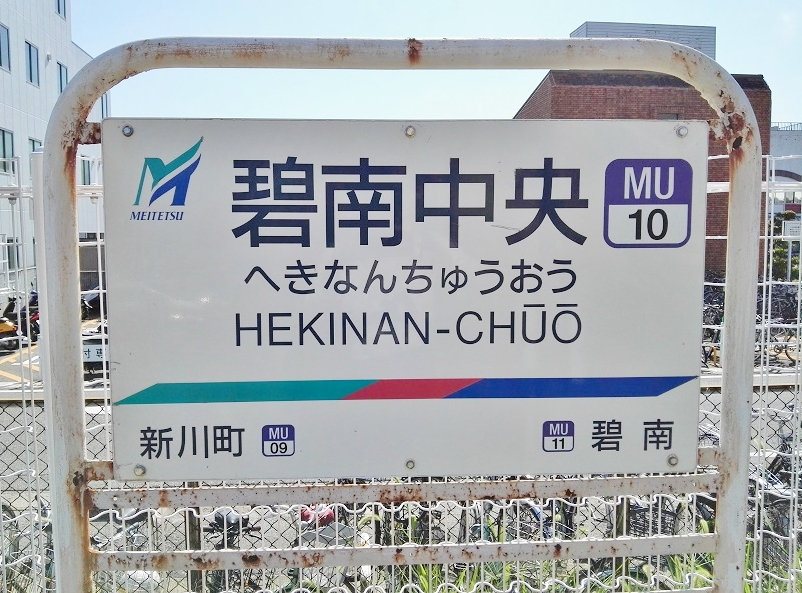
站名牌
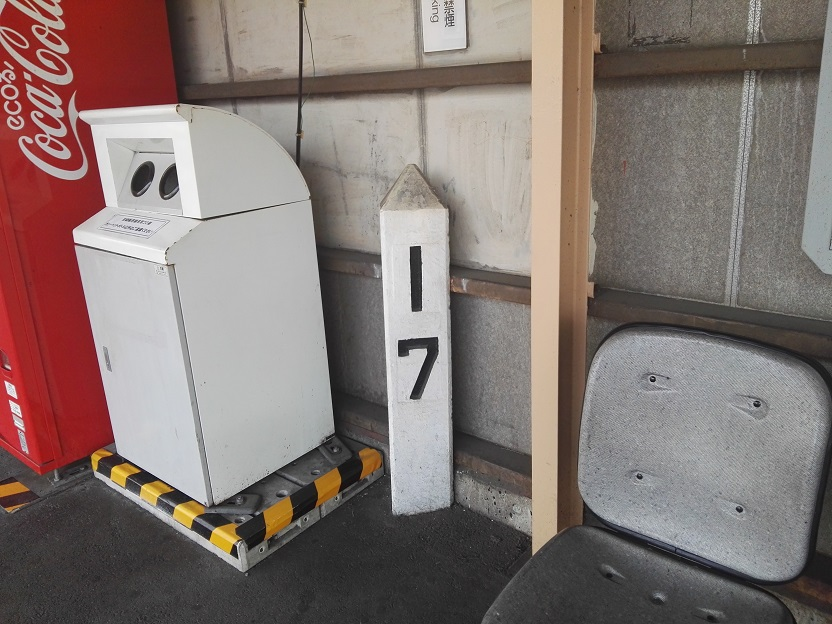
在月台上的17公里里程碑
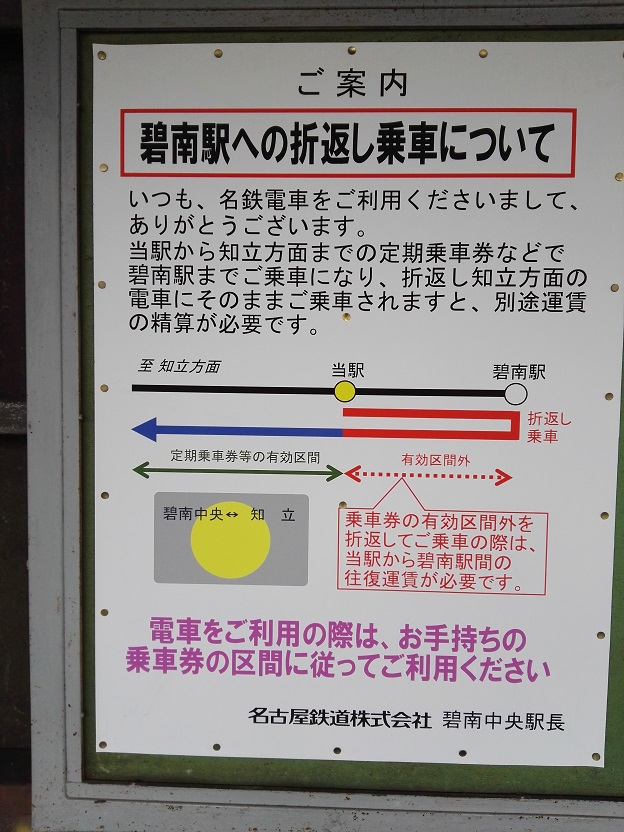
在早上繁忙時間乘坐列車往碧南站折返的情況通告

### 配線圖
| ← 刈谷、 知立方向 | 碧南中央站 站內配線略圖 | → 碧南方向 |
| 图例 参考文献：   |                         |            |

## 使用狀況
- 在中提及在2013年度，當時1日平均上下車人次為4,215人，為名鐵所有車站（275站）排名第103，三河線（23站）中排名第8[11]。
- 在中提及在1992年度，當時1日平均上下車人次為4,793人，為除岐阜市內線均一車費區間內各站（岐阜市內線、田神線、美濃町線徹明町站至琴塚站之間）外名鐵所有車站（342站）中排名第97，三河線（38站）排名第7[12]。
- 在愛知縣統計資料中，2006年度1日平均乘車人次為2,024人，2007年度1日平均乘車人次為2,011人。
- 在中，以下為近年1日平均上下車人次列表[13]。

| 年度               | 1日平均 上下車人次 |
| ------------------ | ------------------ |
| 2009年（平成21年） | 4,083              |
| 2010年（平成22年） | 4,017              |
| 2011年（平成23年） | 4,009              |
| 2012年（平成24年） | 4,086              |
| 2013年（平成25年） | 4,215              |
| 2014年（平成26年） | 4,252              |
| 2015年（平成27年） | 4,365              |
| 2016年（平成28年） | 4,340              |
| 2017年（平成29年） | 4,484              |
| 2018年（平成30年） | 4,590              |

## 車站周邊
- 碧南市政廳
- 碧南郵局（日语：碧南郵便局）
- 碧南警署（日语：碧南警察署）
- 碧南市文化會館
- 愛知縣立碧南高等學校（日语：愛知県立碧南高等学校）
- 碧南市立中央中學（日语：碧南市立中央中学校）
- 碧南市立中央小學（日语：碧南市立中央小学校）
- Yamanaka（日语：ヤマナカ）碧南店
- Piago碧南店
- 豐田自動織機碧南工場
- 國道247號（日语：国道247号）
- 豐田租車愛知（日语：トヨタレンタリース愛知）碧南中央站前店

### 巴士路線
Kurukuru巴士
碧南市委託巴士公司運行的巴士服務。為市内巡回巴士並免費乘坐。設有4路線由碧南中央站前出發。

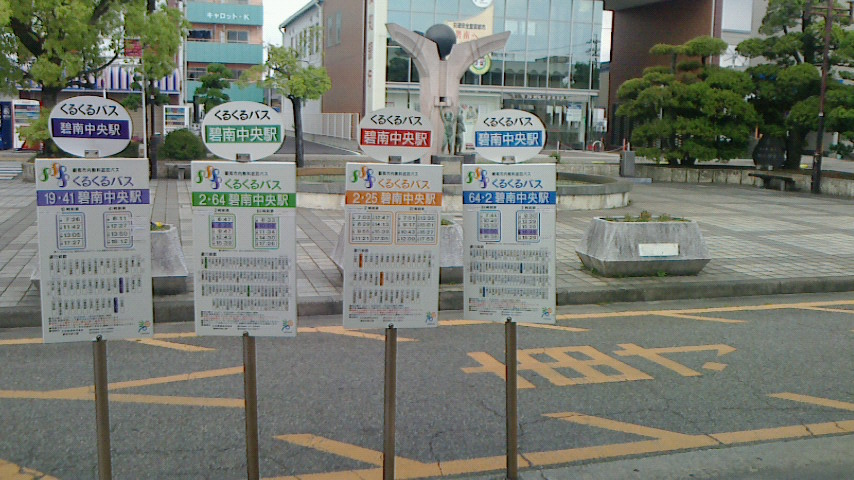
巴士站

## 相鄰車站
名古屋鐵道
 三河線（海線）
新川町（MU09）－碧南中央（MU10）－碧南（MU11）

## 注腳

## 外部連結
- 碧南中央 - 名古屋鐵道